# Josep Juanico Puig

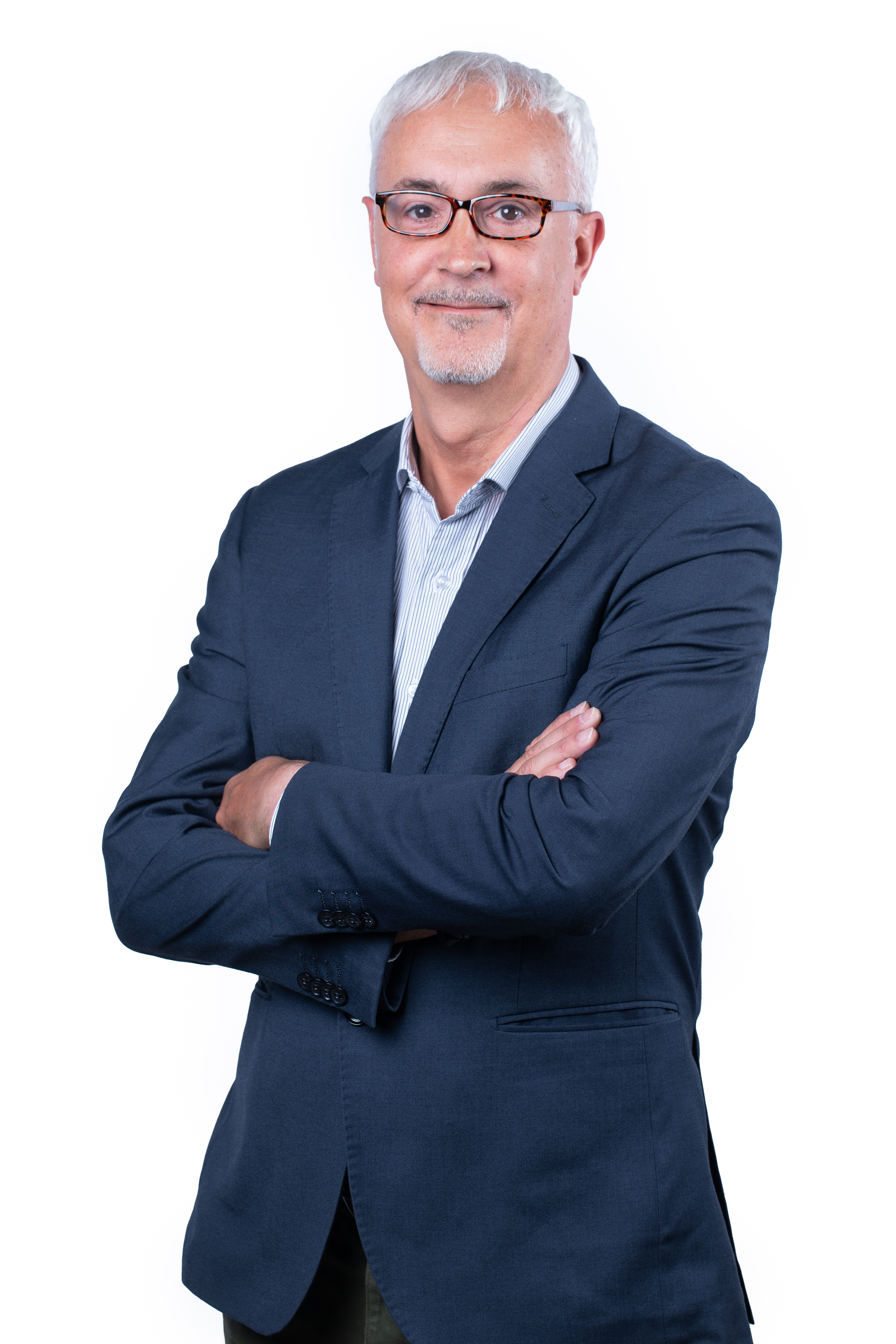
Josep Juanico i Puig

Josep Juanico i Puig (Terrassa, 7 de desembre de 1966) és un escriptor català, llicenciat en Comunicació Audiovisual per la UAB i diplomat en Ciències Empresarials per la UOC. Les inquietuds per l'escriptura provenen de la seva passió pels mitjans d'informació. Va ser cofundador de l'emissora Egara Ràdio (1985) i del setmanari L'Actualitat de Terrassa (1992-1993) i col·laborador de TV20.
Josep Juanico ha dedicat la seva carrera professional al món de l'empresa, cosa que l'ha dut a viatjar pels cinc continents i conèixer les diferents cultures i sensibilitats, especialment per Àsia.

## Obra literària
S'ha donat a conèixer en el món literari amb la novel·la 'El carrer del Tresor', editada per Omniabooks el febrer del 2024 i presentada a la Biblioteca Central de Terrassa el 5 de març de 2024. Posteriorment, l'obra ha estat presentada a Matadepera, Sabadell i Castellar del Vallès.
La novel·la històrica narra les aventures de Pere Rocabert, un industrial tèxtil del Vallès que emprèn un viatge de feina a París, l'abril de 1926. Ben aviat, una successió de casualitats l'introduirà en la bohèmia de Montparnasse i la foscor del barri del Marais. El protagonista coneixerà de prop tant el cercle dels artistes més afamats del moment com el món dels delinqüents més fins i metòdics. Entre uns i altres, li pararan una trampa perillosa.
Cinquanta anys després, el seu net Bernat reconstruirà els fets ocorreguts durant l'estada a París a través d'uns quaderns que desvelaran un secret guardat a pany i forrellat. Com si fossin les peces d'un trencaclosques, descobrirà l'interior més profund de l'avi Pere a través de personatges que aniran trenant la història.
‘El carrer del Tresor' és un relat que passeja pel segle XX a través del París dels bojos anys vint, la Costa Brava de la tramuntana i el Vallès de les revoltes obreres. Està escrit en una doble veu narrativa: la de l'avi Pere i el net Bernat, jugant en els diferents moments històrics en que succeeix l'acció.